# Альфонсо де Нігріс
Альфонсо де Нігріс (ісп. Alfonso de Nigris), більш відомий як Пончо Де Нігріс (ісп. Poncho De Nigris, нар. 3 березня 1976, Монтеррей) — мексиканський актор телебачення і модель.
Його обидва брати — футболісти:  Антоніо де Нігріс і Альдо де Нігріс.